# Naturschutzgebiet Lippeaue Selm
Das Naturschutzgebiet Lippeaue Selm liegt auf dem Gebiet der Stadt Selm im Kreis Unna in Nordrhein-Westfalen. Das etwa 100,3 ha große Gebiet wurde im Jahr 2007 unter der Schlüsselnummer UN-052 unter Naturschutz gestellt. Es erstreckt sich südwestlich von Bork, einem Stadtteil von Selm, entlang der Lippe. Östlich erstreckt sich das 68 ha große Naturschutzgebiet Alstedder Mark und verläuft die B 236.